# Circuito de Getxo
Das Straßenradrennen Circuito de Getxo (auch: Memorial Ricardo Otxoa) ist ein spanisches Eintagesrennen das jährlich im Juli stattfindet. Start und Ziel sind die Stadt Getxo im Baskenland. Die erste Austragung fand 1924 statt. Seit dem Tod das baskischen Radrennsportlers Ricardo Otxoa, der 2001 zusammen mit seinem Zwillingsbruder Javier Otxoa während des Trainings von einem Autofahrer erfasst wurde, trägt das Rennen ebenfalls den Namen Memorial Ricardo Otxoa. Das Rennen ist Bestandteil der UCI Europe Tour und seit dessen Einführung im Jahre 2005 in die Kategorie 1.1 eingeordnet.

## Sieger
| Jahr                       | Sieger                            | Zweiter                       | Dritter                       |
| -------------------------- | --------------------------------- | ----------------------------- | ----------------------------- |
| 1924                       | Domingo Gutiérrez                 | Segundo Barruetabeña          | Miguel Serrano                |
| 1925                       | Francisco Cepeda                  | Remigio Loroño                | Jacinto Suarez                |
| 1926                       | Segundo Barruetabeña              | Francisco Cepeda              | Domingo Gutiérrez             |
| 1927                       | Dióscoro Alonso                   | Domingo Gutiérrez             | Ramón Abad                    |
| 1928                       | Manuel López                      | Eduardo Fernández             | Claudio Zenon                 |
| 1929                       | Francisco Cepeda                  | Jesús García                  | Eugenio Madrazo               |
| 1930                       | Mariano Cañardo                   | Cesareo Sarduy                | Dionisio Fernández            |
| 1931–1933 keine Austragung |                                   |                               |                               |
| 1934                       | José Urdangarin                   | Bernardo De Castro            | Ramón Ruiz Trillo             |
| 1935                       | Federico Ezquerra                 | Antonio Escuriet              | Salvador Molina               |
| 1936–1939 keine Austragung |                                   |                               |                               |
| 1940                       | Federico Ezquerra                 | José Félix Ezcauriaza         | Ángel Bilbao                  |
| 1941                       | Julián Berrendero                 | Ignacio Orbaiceta             | Fermín Trueba                 |
| 1942                       | Federico Ezquerra                 | Martín Mancisidor Chirapozo   | Isidro Bejerano               |
| 1943                       | Martín Mancisidor Chirapozo       | Fernando Murcia Legaz         | Federico Ezquerra             |
| 1944                       | Julián Berrendero                 | Martín Mancisidor Chirapozo   | Fermín Trueba                 |
| 1945                       | Cipriano Aguirrezabal Gallastegui | Fermín Trueba                 | Miguel Lizarazu               |
| 1946                       | Cipriano Aguirrezabal Gallastegui | Julián Aguirrezabal           | Miguel Lizarazu               |
| 1947                       | Miquel Gual Bauzà                 | Bernardo Capó                 | Emilio Rodríguez              |
| 1948                       | Juan Jáuregui                     | Francisco Torres              | Francisco Michelena           |
| 1949                       | Jesús Loroño                      | Pedro Lizaso                  | Jesús Morales Erostarbe       |
| 1950                       | Jesús Morales Erostarbe           | Martín Mancisidor Chirapozo   | Jesús Loroño                  |
| 1951                       | Óscar Elguezabal                  | Jesús Morales Erostarbe       | Julián Aguirrezabal           |
| 1952                       | Óscar Elguezabal                  | Cosme Barrutia Iturriagoitia  | Jesús Morales Erostarbe       |
| 1953                       | Hortensio Vidaurreta              | Óscar Elguezabal              | Cosme Barrutia Iturriagoitia  |
| 1954                       | Cosme Barrutia Iturriagoitia      | Hortensio Vidaurreta          | Ponciano Arbelaiz             |
| 1955                       | Cosme Barrutia Iturriagoitia      | Tomás Onaederra               | Antón Barrutia                |
| 1956                       | Antonio Ferraz                    | Felipe Alberdi                | José Aguirregomezcorta        |
| 1957                       | Hortensio Vidaurreta              | Juan José Otegui              | José Ramón Azcárate           |
| 1958                       | Fausto Iza                        | Antonio Karmany               | Julio San Emeterio Abascal    |
| 1959                       | Roberto Morales                   | Juan Manuel Menéndez          | Antón Barrutia                |
| 1960                       | Jacinto Urrestarazu               | José Segú                     | Fausto Iza                    |
| 1961                       | Antón Barrutia                    | Julio San Emeterio Abascal    | Juan Campillo                 |
| 1962                       | Roberto Morales                   | José Pérez Francés            | José Antonio Momeñe           |
| 1963                       | Manuel Martín Piñera              | José Antonio Momeñe           | Candelas Domínguez            |
| 1964                       | Sebastián Elorza Uría             | Jacinto Urrestarazu           | José Luis Bilbao Ereñozaga    |
| 1965                       | Antonio Gómez del Moral           | Manuel Martín Piñera          | Eusebio Vélez                 |
| 1966                       | Antonio Gómez del Moral           | Carlos Echevarría             | Gregorio San Miguel           |
| 1967–1979 keine Austragung |                                   |                               |                               |
| 1980                       | Felipe Yáñez                      | Héctor Raúl Rondán            | Imanol Murga                  |
| 1981                       | Marino Lejarreta                  | Federico Echave               | Ángel Camarillo               |
| 1982                       | Juan-Carlos Alonso                | José Luis López Cerrón        | Felipe Yáñez                  |
| 1983                       | Carlos Hernández Bailo            | Faustino Cuelli               | Jesús Blanco Villar           |
| 1984                       | Jesús Guzmán Delgado              | Alfonso Gutiérrez             | Sabino Angoitia Gaztelu       |
| 1985                       | Antonio Esparza                   | Mathieu Hermans               | Federico Echave               |
| 1986 keine Austragung      |                                   |                               |                               |
| 1987                       | Federico Echave                   | Antonio Balboa Rico           | Alberto Leanizbarrutia        |
| 1988                       | José Luis Villanueva              | Peter Huyghe                  | Melchor Mauri                 |
| 1989                       | John Talen                        | Edwin Bafcop                  | Casimiro Moreda García Tizón  |
| 1990                       | Víctor Gonzalo                    | Alfonso Gutiérrez             | Jean-Pierre Heynderickx       |
| 1991                       | Adrie van der Poel                | Kenneth Weltz                 | Juan Carlos González Salvador |
| 1992                       | Mathieu Hermans                   | Johan Museeuw                 | Mario Manzoni                 |
| 1993 keine Austragung      |                                   |                               |                               |
| 1994                       | Orlando Rodrigues                 | Juan Carlos González Salvador | José Rodríguez                |
| 1995                       | Miika Hietanen                    | Manuel Fernández Ginés        | Christian Henn                |
| 1996                       | Arsenio González                  | Serguei Smetanin              | Ángel Edo                     |
| 1997                       | Jeremy Hunt                       | Ángel Edo                     | Serguei Smetanin              |
| 1998                       | Marcel Wüst                       | Jeremy Hunt                   | Óscar Freire Gómez            |
| 1999                       | Jesper Skibby                     | Michel Lafis                  | Francisco Mancebo             |
| 2000                       | César García Calvo                | Alessandro Bertolini          | Rafael Díaz Justo             |
| 2001                       | Alessandro Bertolini              | Francisco Cabello             | Koos Moerenhout               |
| 2002                       | Martin Elmiger                    | Pawel Brutt                   | Jan Hruška                    |
| 2003                       | Roberto Lozano Montero            | Martin Elmiger                | Constantino Zaballa           |
| 2004                       | Gert Vanderaerden                 | Constantino Zaballa           | Javier Pascual                |
| 2005                       | David Fernández Domingo           | Rubén Lobato                  | David Herrero                 |
| 2006                       | Mikel Gaztañaga                   | Carlos Torrent                | Javier Benítez                |
| 2007                       | Vicente Reynés                    | Takashi Miyazawa              | José Joaquín Rojas            |
| 2008                       | Reinier Honig                     | Koldo Fernández               | Enrique Mata                  |
| 2009                       | Koldo Fernández                   | Juan Pablo Forero             | Mikel Gaztañaga               |
| 2010                       | Francisco José Pacheco            | Andrea Piechele               | Francisco Antón               |
| 2011                       | Juan José Lobato                  | Stéphane Poulhiès             | Joaquim Rodríguez             |
| 2012                       | Giovanni Visconti                 | Danilo Di Luca                | Enrique Sanz                  |
| 2013                       | Juan José Lobato                  | Armindo Fonseca               | Egoitz García                 |
| 2014                       | Carlos Barbero                    | Luca Chirico                  | Pello Bilbao                  |
| 2015                       | Nacer Bouhanni                    | Juan José Lobato              | Carlos Barbero                |
| 2016                       | Diego Ulissi                      | Simon Yates                   | José Herrada                  |
| 2017                       | Carlos Barbero                    | Ángel Madrazo                 | José Herrada                  |
| 2018                       | Alex Aranburu                     | Carlos Barbero                | Jon Aberasturi                |
| 2019                       | Jon Aberasturi                    | Alex Aranburu                 | Lorrenzo Manzin               |
| 2020                       | Damiano Caruso                    | Giacomo Nizzolo               | Eduard Prades                 |
| 2021                       | Giacomo Nizzolo                   | Giovanni Aleotti              | Santiago Buitrago             |
| 2022                       | Juan Ayuso                        | Andrea Piccolo                | Wilco Kelderman               |
| 2023                       | Alexei Luzenko                    | Tony Gallopin                 | Simone Velasco                |
| 2024                       | Jon Barrenetxea                   | Clément Champoussin           | Orluis Aular                  |
| 2025                       |                                   |                               |                               |